# Borgerdydskolerne
Die Borgerdydskoler (deutsch Schulen der bürgerlichen Tugend) waren zwei angesehene und elitäre dänische Privatschulen für Jungen und junge Männer in Kopenhagen und Christianshavn.
Die Kopenhagener Schule war ursprünglich eine Mischung aus Realschule und Gelehrtenschule (Lateinschule), die von der Borgerdydselskab (deutsch Gesellschaft für Bürgertugenden) am 1. Mai 1787 gegründet worden, unter besonderem Druck von Abraham Kall mit Jens Bertel Møller als Schulleiter unter der Aufsicht eines Vorstandes, dessen aktivstes Mitglied Kall war.
Der ursprüngliche Plan war, dass die Schule nicht nur eine für den gemeinsamen Unterricht bereitstellenden Fächerkanon in Religion, Vaterlandsgeschichte, Dänische Sprache, Schreiben, Rechnen, Geschichte, Geographie und Naturgeschichte, freihändiges Zeichnen und Architektur, sondern dass den Schülern auch eine spezielle Ausbildung in speziellen Fächern gegeben werden sollte, wonach sie für den Kaufmannsberuf qualifiziert waren oder um zu studieren. Deshalb fand eine Aufteilung in Handelsklassen und Lateinklassen statt. Da die Tugendschulen der Bürger offenbar eine Frucht der pädagogischen Bestrebungen des 18. Jahrhunderts waren, so liegt ihre Bedeutung für ihre Zeit auch darin, dass in den Schulen ein weit umfassenderer Unterricht vermittelt wurde, als es bisher in Dänemark der Fall gewesen war, und in der Weiterentwicklung der realen Fächer und der lebenden Sprachen lag ein großer Fortschritt.
Ein Jahr nach der Gründung wurde die Schule durch einen Umzug in zwei Teile aufgeteilt, allerdings nach dem gleichen Plan. Die Kernschule war in Nørregade und die kleinere in Laksegade untergebracht, beide unter der gleichen Leitung und in finanzieller Verbindung, aber die Zweigstelle wurde unter dem Namen Borgerdydskolen på Christianshavn im Jahr 1795 nach Christianshavn verlegt in die Strandgade, danach in die Wildersgade, 1892 in die Helgolandsgade und 1970 in den Sjælør Boulevard (heute Kopenhagens offenes Gymnasium (dänisch Københavns åbne Gymnasium) und im Zeitraum 1919 bis 2007 Vestre Borgerdydskole). Bald nach der Verlegung endete die Verbindung und jede Schule erhielt ihre eigene Direktion und Leitung, obwohl Abraham Kall in beiden einen Sitz hatte.
Das bis zum Jahre 2010 noch bestehende Østre Borgerdyd Gymnasium wurde als unabhängige Schule geschlossen und ging im Gefion Gymnasium auf.